# Oak Ridge (Caroline du Nord)
Oak Ridge est une ville américaine située dans le comté de Guilford dans l'État de Caroline du Nord. En 2010, sa population était de 6 185 habitants.

## Démographie
| 1980 | 2000  | 2010  | - | - | - |
| ---- | ----- | ----- | - | - | - |
| 900  | 3 988 | 6 185 | - | - | - |

## Source de la traduction
- (en) Cet article est partiellement ou en totalité issu de l’article de Wikipédia en anglais intitulé « Oak Ridge, North Carolina » (voir la liste des auteurs).